# Heliga Fallet

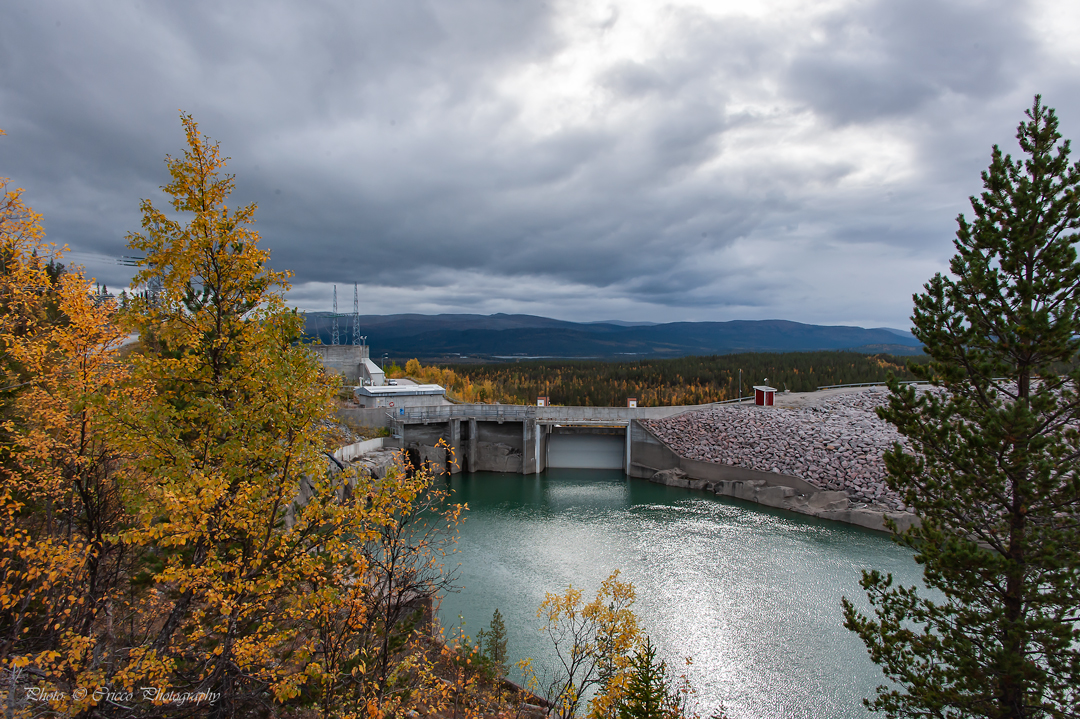

Heliga Fallet, eller Blackälvsfallet, är namnet på en ursprungligen milslång fallsträcka i Blackälven, ett biflöde till Lilla Lule älv. Den ursprungliga sträckningen för älven var mellan den tidigare betydligt mindre sjön Tjaktjajaure och sjön Jekkaure vid byn Tjåmotis, där vattendraget just söder om sjön mynnar ut i Lilla Luleälven. Den ursprungliga, exakta fallhöjden, är inte känd, men den lär ha varit upp över 150 m. Vid fallsträckan fanns tidigare en eller flera omtyckta vandringsleder, och var ofta de primära vägvalen för folk som skulle till Aktse, vid porten till Sarek. Det fanns före vattenkraftutbyggnaden ett samiskt hemman som kallades för Snavva som låg i anslutning till den ursprungliga sjön Tjaktjajaure vid Blackälvens början. Några sel med kända namn var Savvonselet, som låg längre upp i fallsträckan, och Lebbinselet, som fortfarande finns kvar, och som ligger nästan längst ner i resterna av fallsträckan.

## Under och efter utbyggnaden
1962 började dammen vid Seitevare att byggas, en idag 106 meter hög stenfyllningsdamm, och alla mindre sjöar samt stora delar av fallsträckan dämdes över, för att skapa vattenmagasinet Tjaktjajaure med en volym på 1675 miljoner kubikmeter, och det tillhörande kraftverket på 214 MWe. Platsen för det samiska hemmanet Snavva dämdes över, detta hade tidigare lösts in och byggnaderna brändes ner. För kraftverket har en fallhöjd på 182 m skapats. Av fallsträckan återstår en 7 km lång torrfåra, med en fallhöjd på 74 m, som mynnar i Jekkaure. Den har utrustats med erosionsskydd ifall stora mängder vatten släpps ut via dammens utskov, upp till 900 m³/s. Ett sånt utsläpp skedde hösten 2010 vid en provtappning, med ganska stora erosionsverkningar, trots skydd. Vidare var älvens genomsnittliga högvattenföring runt 400 m³/s.